# 21 Pułk Strzelców Konnych (Księstwo Warszawskie)

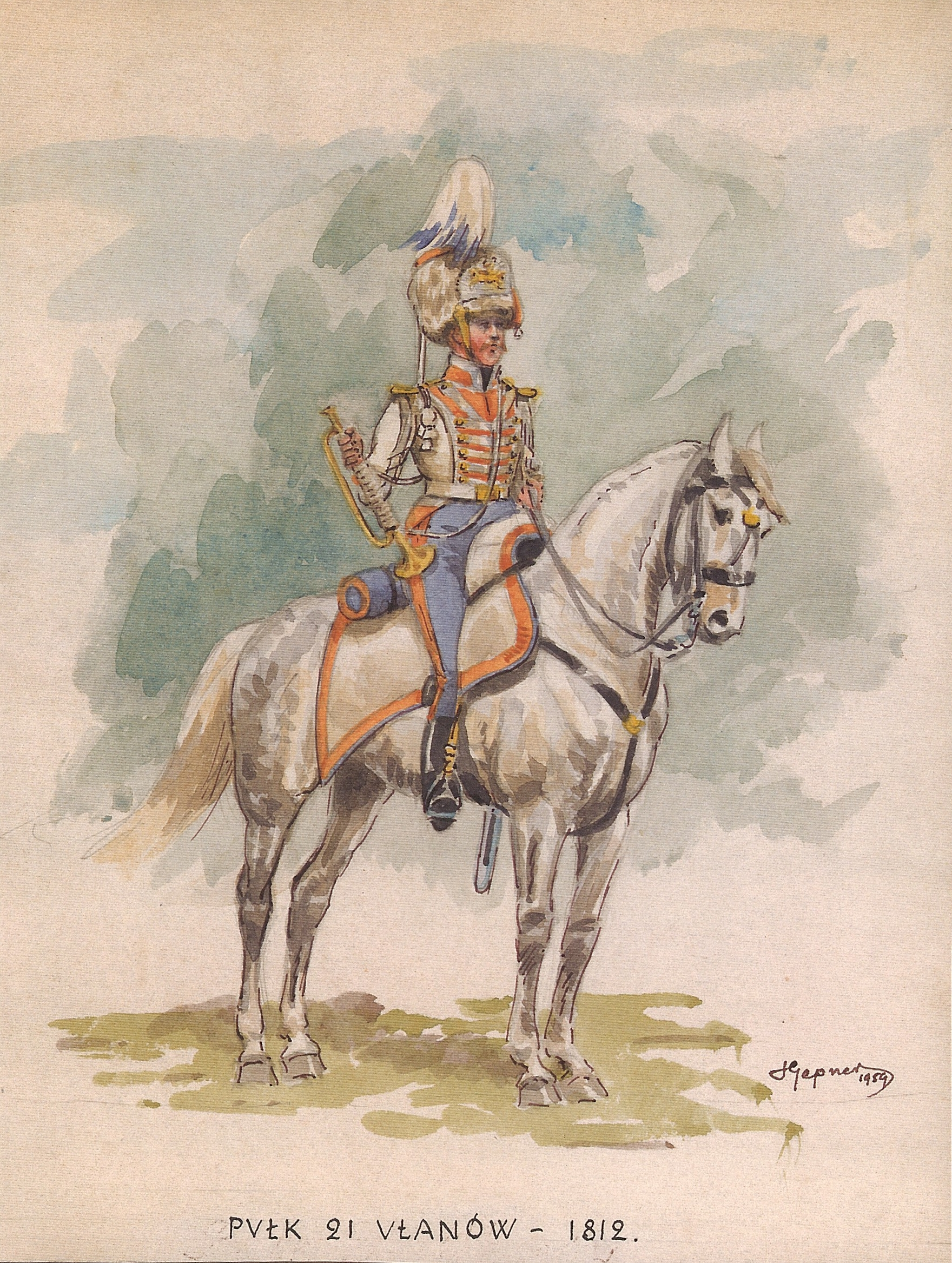
Akwarela Ułan 21 Pułku – 1812

21 Pułk Strzelców Konnych – oddział jazdy Armii Księstwa Warszawskiego.

## Historia pułku
Formowany z ochotników od 22 września 1812 w Wilnie.  
Z inicjatywą powołania 21 pułku strzelców konnych wystąpił Aleksander Pociej. Nie miał on jednak wystarczającej ilości gotówki i w rezultacie numer pułku przeszedł na jednostkę organizowaną przez Ignacego Moniuszkę. Do pułku Moniuszki włączono też zalążki pułku huzarów organizowanego przez Mikołaja i Ignacego Abramowiczów, oraz pułku organizowanego w Pińskiem przez płk. Jana Grzymałę-Lubańskiego. W listopadzie jedyny zebrany szwadron pułku liczył 10 oficerów i 258 żołnierzy, w większości bez koni.
Pułk wziął udział w kampanii napoleońskiej przeciw Rosji.
Kolor pułku - pomarańczowy → w publikacji nazwany pułkiem ułanów.

## Dowódcy pułku
- Aleksander Pociej[c]
- płk Ignacy Moniuszko - od 23 września 1812[2]: